# 宮田町 (福岡県)
宮田町（みやたまち）は、福岡県鞍手郡に属していた町である。2006年2月11日に若宮町と合併し、宮若市となり、自治体としての宮田町は消滅した。現在、町役場は宮若市役所本庁舎として業務を行っている。以後、主に消滅前日までの情勢を記す。
歴史的に古代から、現在の宗像市や旧若宮町にあたる地域との結びつきが強い町である。

## 地理
宮田町は、福岡県の北部中央に位置し福岡市、北九州市の両政令指定都市のほぼ中間に位置する。

## 歴史
- 645年（大化元年） - 大化の改新によって、宗像神郡として宗像大社に寄進された。
- 1221年（承久3年） - 周辺一帯が宗像大社の神領となり、「宮田」と呼ばれるようになる。
- 1889年（明治22年）4月1日 - に町村制の施行にあたり、宮田村、香井田村、笠松村が誕生する。
- 1926年（大正15年）4月1日 - 宮田村が町制施行し、宮田町となる。
- 1927年（昭和 2年）4月1日 - 香井田村を編入する。
- 1955年（昭和30年）3月31日 - 笠松村（一部）と合併して新町制となる[1]。7月1日、若宮町の一部を編入する[1]。
- 2006年（平成18年）2月11日 - 若宮町と合併し宮若市誕生。自治体としての宮田町は消滅。

## 産業

### 鉱業

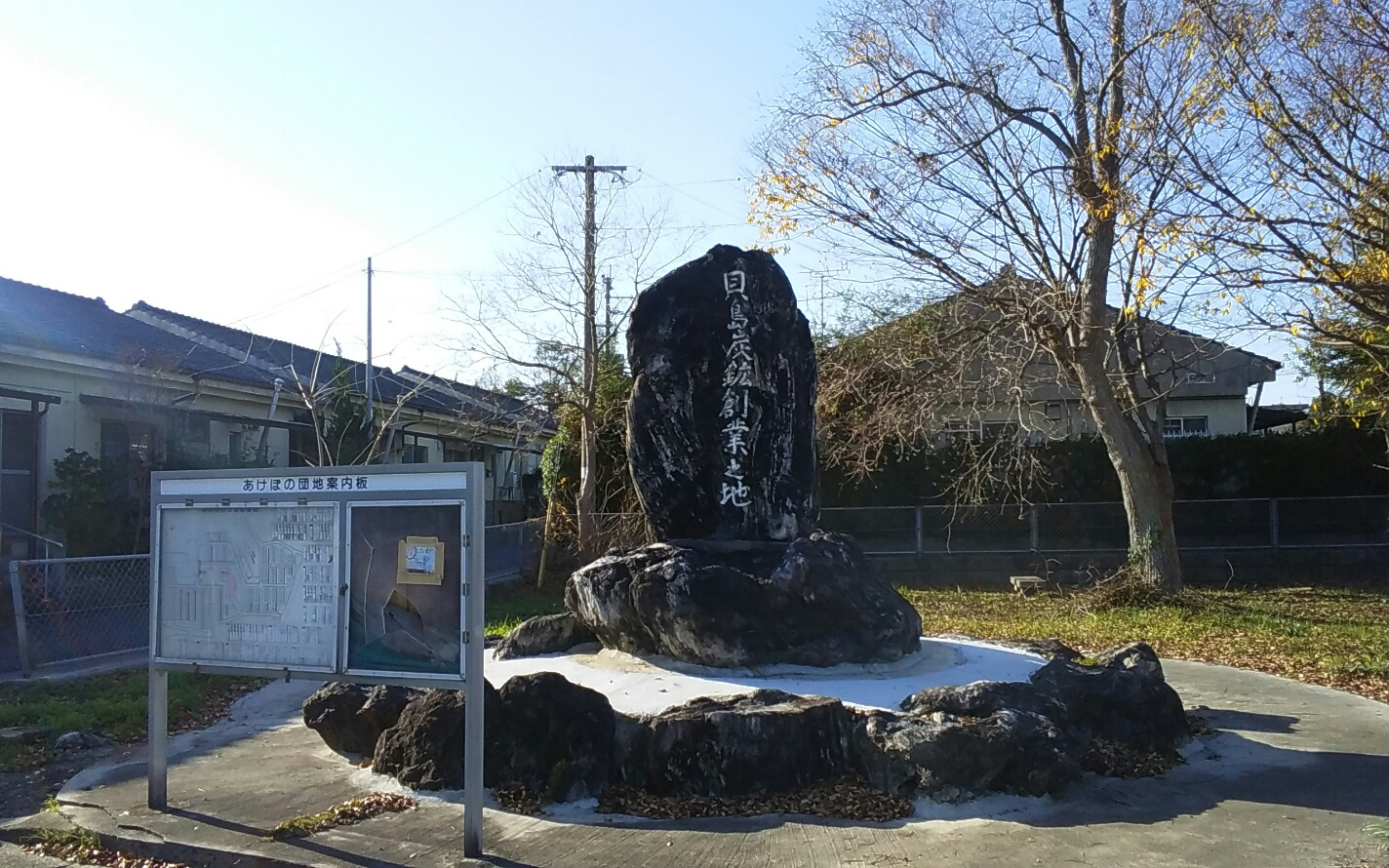
「貝島炭鉱創業之地」の碑

明治時代に石炭の採掘が始まった。中でも一炭坑夫であった貝島太助が1885年（明治18年）に興した貝島炭砿（菅牟田炭鉱、桐野炭鉱、前隈炭鉱およびそれらをまとめた大之浦炭鉱）は、度重なる坑内爆発事故(1909年11月24日発生、死者・行方不明者243人。1917年12月21日発生、死者・行方不明者361人。1918年2月5日発生、死者・行方不明者71人）などを乗り越えて町の経済の基盤となった。
昭和30年代には人口が5万人を超え、市制施行も検討されるなど炭鉱都市として発展してきたが。エネルギー革命により多くの炭鉱が閉山、1976年には筑豊最後の炭鉱として残っていた貝島炭砿も閉山し、町は衰退する。
1992年にトヨタ自動車九州が工場の操業を開始する。トヨタ自動車九州が生産数を増産することが決定し、関連企業が進出している。

### 工場を置く企業
- トヨタ自動車九州 （車両製造 ： トヨタ自動車子会社）
- トヨタ紡織九州（車両内装部品製造: トヨタ紡織子会社）
- トヨテツ福岡 （溶接部品製造 ： 豊田鉄工子会社）
- 東芝LSIパッケージソリューション （LSIの開発・製造）

## 交通

### 鉄道
山陽新幹線が町内を通っているが、町内に駅はない。またかつては町内で旅客営業を行う路線として以下のものが存在したが1989年12月23日に廃止されている。
- 九州旅客鉄道
  - 宮田線
    - 磯光駅 - 筑前宮田駅

このほか主に貝島炭礦の石炭輸送を目的とした貨物線や専用鉄道もあったがすべて廃止されている。

### バス
- JR九州バス（直方線）
- 宮田町乗合バス（運行は地元観光バス・タクシー会社に委託）

### 道路
一般国道はない。また高速道路として九州自動車道が町内を通っている。九州自動車道宮田スマートインターチェンジが下有木にあるが、できたのは合併した後なので、合併前はインターチェンジはない。
- 福岡県道21号福岡直方線
- 福岡県道30号飯塚福間線
- 宮田スマートインターチェンジ[4]

## 教育機関

### 学校

#### 高等学校
- 福岡県立鞍手竜徳高等学校

#### 中学校
- 宮田町立宮田中学校
- 宮田町立宮田西中学校
- 宮田町立宮田光陵中学校

#### 小学校
- 宮田町立宮田小学校
- 宮田町立宮田北小学校
- 宮田町立宮田南小学校
- 宮田町立宮田東小学校
- 宮田町立笠松小学校

## 観光名所

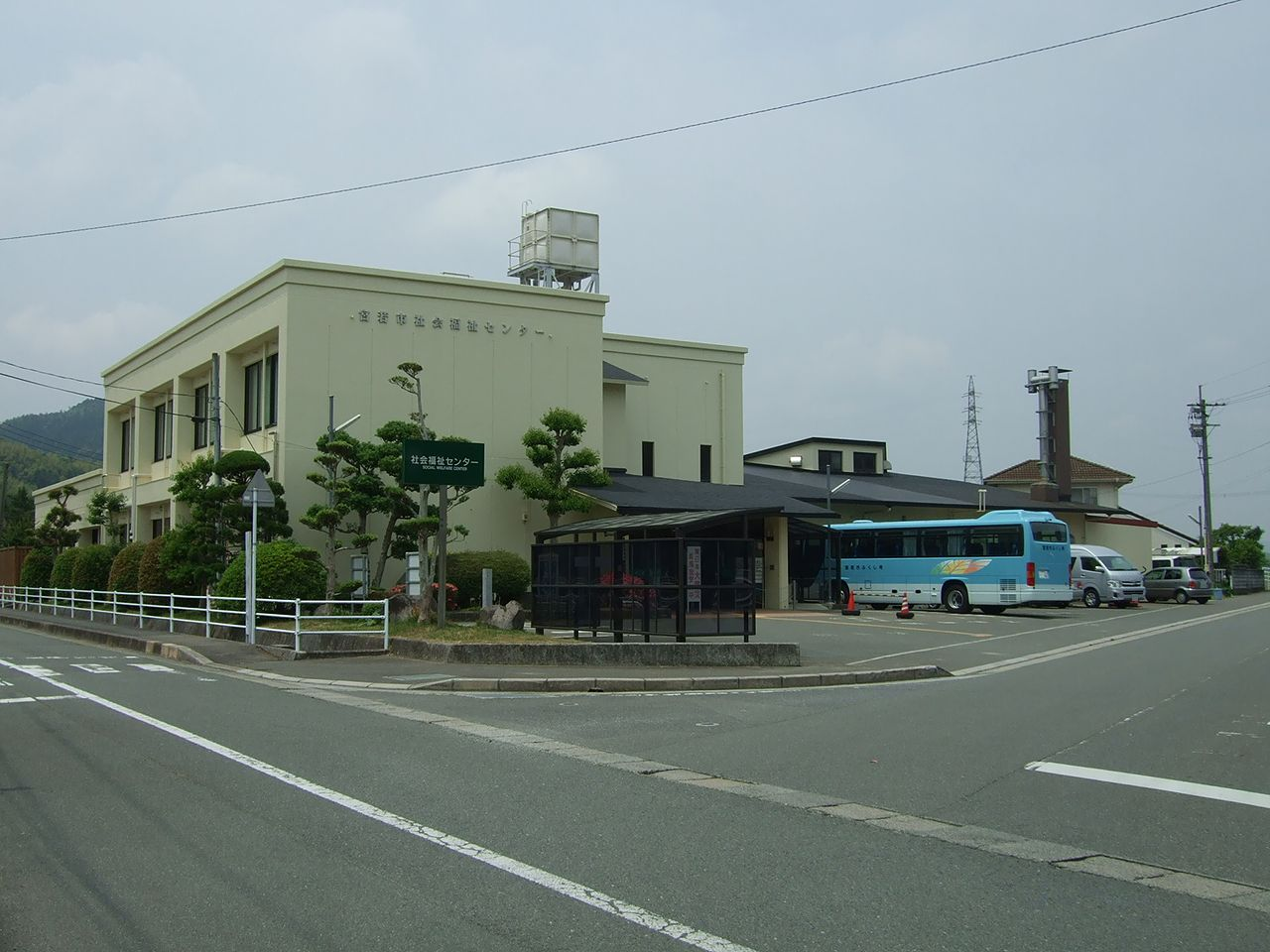
所田温泉

- 笠木城跡
- 善光王寺
- 石炭記念館
- 所田温泉
- 権現山

## 出身著名人
- 山近剛太郎（炭鉱技術者・洋画家）
- 高山倫明（言語学者）
- リリー・フランキー（イラストレーター・作家）
- 井上誠吾（脚本家）
- 前田俊彦（旧・延永村長）
- KENZO（ダンサー・DA PUMPメンバー）